# イサクア (ワシントン州)
イサクア（Issaquah、発音: [ˈɪsəkwɑː]）はアメリカ合衆国ワシントン州キング郡の都市である。人口は4万0051人（2020年）である。シアトルの東25キロメートルに位置している。

## 概要
1892年に法人化した。地名は先住民の地名が変形したものである。炭鉱と林業が当時の主要産業だった。
1970年代以降、シアトル都市圏の拡大に伴い住宅地として開発された。州間高速道路90号線の開通によって道路交通は飛躍的に良くなった。1996年にコストコの本社がカークランドから移ってきた。今日のイサクアは富裕層の多い住宅地となっている。

## 地理
アメリカ合衆国統計局によると、総面積21.9 km2 (8.5 mi2) である。このうち21.8 km2 (8.4 mi2) が陸地であり、0.1 km2 (0.04 mi2) (0.35%) が水地である。

## 住民
2000年国勢調査では、人口11,212人、4,840世帯、2,908家族が暮らしている。人口密度は514.1/km2 (1,330.9/mi2) である。238.2/km2 (616.7/mi2) の平均的な密度に5,195軒の住宅が建っている。この都市の人種的な構成は白人87.95%、アフリカン・アメリカン0.88%、ネイティブ・アメリカン0.63%、アジア6.04%、太平洋諸島系0.11%、その他の人種1.46%、混血2.93%である。この人口の4.95%はヒスパニックまたはラテン系である。
全世帯のうち、18歳未満の子供と同居している世帯が9.5%、夫婦のみの世帯が47.3%、未婚女性の世帯が9.6%であり、39.9%は家族を持たない。個人名義の世帯主が31.0%、そのうち65歳以上が7.8%である。世帯ごとの平均人数は2.27人、家族ごとの平均人数は2.87人である。
18歳未満の未成年が22.2%、18歳以上24歳以下が7.3%、25歳以上44歳以下が36.5%、45歳以上64歳以下が24.0%、65歳以上が10.0%、平均年齢は37歳である。女性100人に対して男性は91.9人である。18歳以上の女性100人に対して男性は88.1人である。
この都市の世帯ごとの平均的な収入は57,892 USドルであり、家族ごとの平均的な収入は77,274 USドルである。男性は55,049 USドルに対して女性は36,670 USドルの平均的な収入がある。この都市の一人当たりの収入 (per capita income) は34,222 USドルである。人口の3.4%及び家族の4.8%の収入は貧困線以下である。全人口のうち18歳未満の5.5%及び65歳以上の4.7%は貧困線以下の生活を送っている。

## 関係者
- イチロー：シアトル・マリナーズ時代に住んでいた。